# Moulismes

Moulismes este o comună în departamentul Vienne, Franța. În 2009 avea o populație de 417 de locuitori.